# آرنولد اویکن
آرنولد اویکن (آلمانی: Arnold Eucken؛ زاده ۳ ژوئیه ۱۸۸۴ درگذشته ۱۶ ژوئن ۱۹۵۰) یک فیزیک‌دان و شیمی‌دان اهل آلمان بود.